# Buccinulum flexicostatum
Buccinulum flexicostatum är en snäckart som beskrevs av Dell 1956. Buccinulum flexicostatum ingår i släktet Buccinulum och familjen valthornssnäckor. Inga underarter finns listade i Catalogue of Life.